# José Cícero Soares de Almeida
José Cícero Soares de Almeida (Maribondo, 8 de enero de 1958 (67 años) es un locutor de  radio, cantante y político brasileño y actual alcalde de Maceió, capital de Alagoas. Fue reportero policiaco en diversas radios y en TV Alagoas antes de ser alcalde. Anteriormente había sido concejal y diputado en el parlamento del estado de Alagoas
Con el apoyo del empresario João Lyra (que en aquella época era diputado federal por el Partido Laborista Brasileño, venció en las elecciones municipales de 2004 contra el candidato del PSB Alberto Sextafeira, que estaba apoyado por el entonces gobernador Ronaldo Lessa y la entonces alcaldesa Kátia Born de la cual era teniente de alcalde, en la segunda vuelta. Tras la victoria, salió del PDT por conflictos con el presidente del partido del estado de Alagoas, Geraldo Sampaio. Ingresó en el PSB, el partido de João Lyra, aunque sin embargo, poco después se afilió al Partido Progresista.
En 2008, Almeida, ya candidato por el PP, fue reelegido en la primera vuelta con el 81,5% de los votos válidos, obteniendo el mayor porcentaje entre los candidatos a las capitales brasileñas.
| Predecesor: Kátia Born | Alcalde de Maceió 2004- en el cargo | Sucesor: Rui Palmeira |